# チャンバラJr.
チャンバラJr.（チャンバラジュニア）は、吉本興業でチャンバラトリオの弟子として活動していたお笑いグループ。現在は駿河幸太郎と中村大浩はチャンバラZ（東京吉本）として活動して松崎将人と細川博一はチャンバラチャンネル（大阪吉本）にて活動中。

## 略歴
チャンバラトリオの1番弟子だった駿河幸太郎により中村大浩、岡田和幸、松崎将人で1990年に結成しなんばグランド花月を中心に活動し後に細川博一が加入したが、現在は解散している。現在は駿河幸太郎と中村大浩は東京吉本にて「チャンバラZ（チャンバラゼット）」にて活動し、松崎将人と細川博一は大阪吉本にて「チャンバラチャンネル」にて活動している。岡田和幸は芸人を引退し、俳優として活動している。

## メンバー
- 駿河 幸太郎（するが こうたろう）

鹿児島県鹿児島市出身。チャンバラJr.のリーダー。昭和、平成に活躍をしたチャンバラトリオの1番弟子（殺陣、ダジャレ、芝居）。チャンバラコントを得意とする。1990年には大道芸国際パフォーマンスライセンスを保有した。2020年に後述する中村と共に「チャンバラZ」を結成し、同年10月にはチャンバラZとして文化功労者を受賞し後に東京演芸協会の会員として中村大浩と共に浅草で活動していたが後に脱退している。現在は渋谷のヨシモト∞ホールにてチャンバラZカーニバルを中村と共に定期的に開催している。また隼ポリン（隼ブラザーズ）、桂三枝（現・六代目桂文枝）の弟子の淀家萬月と共に「座・バラバラ」のメンバーで活躍。隼ポリンは時代劇の喜劇である「よしもとてなもんや一座」の座員としてもチャンバラZの主催ライブおよび舞台に東京公演にて度々出演している。
- 中村 大浩（なかむら だいこう）

東京都世田谷区出身。仲村浩（なかむら ひろ）の芸名で多数のテレビドラマやVシネマに出演し俳優として活動もしている。「よしもとてなもんや一座」の座長も務め現在は千葉県に在住し、前述の駿河と共に「チャンバラZ」として活動している。2021年からは日本文化芸能情報館にてチャンバラ講師を務める。現在はヨシモト∞ホールにてチャンバラZ主催のチャンバラZカーニバルを駿河と共に定期的に開催している。チャンバラの速さと突っ込み舞台廻しを得意とする。
- 岡田 和幸（おかだ かずゆき、1962年2月1日 - ）

愛媛県出身。1982年に大阪NSC1期生で業界入り。同年同期の山田幸伸（のちに劇団スーパー・エキセントリック・シアター入り）と共にコンビを結成（コンビ名不明）。1984年に初舞台。その後大平サブローの弟子となり、1986年にミモ・ファルスを結成し、1990年に解散。現在は俳優として活動している。
- 松崎 将人（まつざき まさと、1974年9月1日 - ）

兵庫県出身。役者の世界から転身。現在は後述する細川と大阪NSC13期生出身のうだともかず（烏田友和）やWコミックとして活動していた荻野晋吾（おぎの信号）と共に「チャンバラチャンネル」を結成し、松崎虎千代の芸名で活動している。
- 細川 博一（ほそかわ ひろかず、1971年1月11日 - ）

大阪府出身。大阪NSC11期生。1992年6月に広瀬健次と「ハッシュドポテト」を結成。解散後は博津江KIDSとして活動していた同期の佐伯和俊と「爆笑ホームラン」を結成。1994年ごろから朝日放送の「クイズ!紳助くん」になにわ突撃隊として出演していた。曽根崎で「j's bar」という飲み屋を経営している。現在は「チャンバラチャンネル」では細川熊千代の芸名で活動している。